# Jamestown, New York

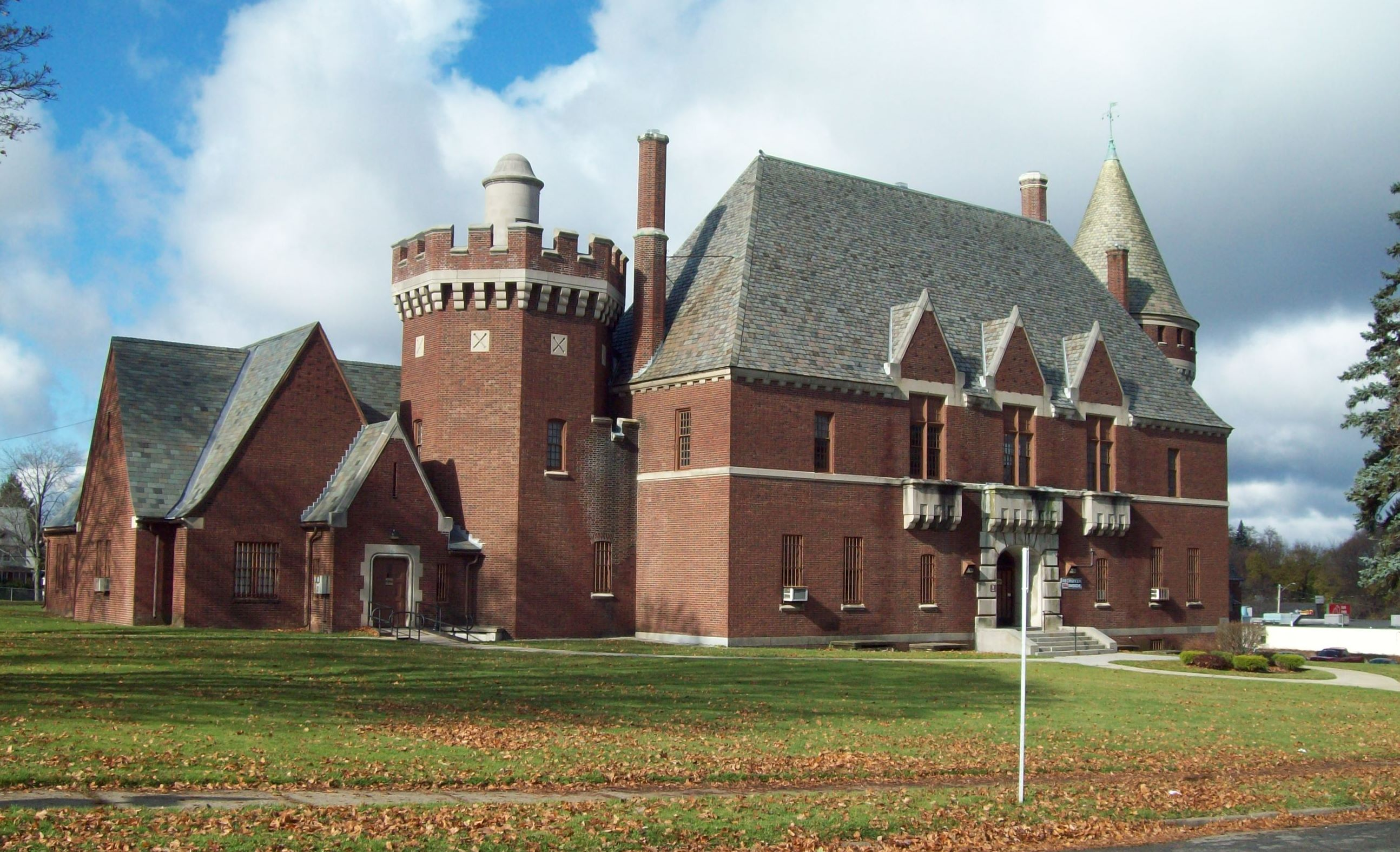
Tyghus i Jamestown.

Jamestown, även kallad The Pearl City, är en stad i Chautauqua County i delstaten New York i USA, belägen i sydvästra delen av delstaten nära Eriesjön. Befolkningen uppgick 2010 till 31 146 personer.
Staden grundades 1810 och är uppkallad efter den första nybyggaren James Prendergast. 1886, när befolkningen var cirka 15 000 personer, fick Jamestown stadsrättigheter av delstaten.
Jamestown hörde tidigare till en av de "svenskaste" i USA. 1920 var 18% av befolkningen född i Sverige och majoriteten hade någon svensk härstamning. I Jamestowns låg Augustanasynodens barnhem Gustavus Adolphus Orphanage, och staden hade en betydande möbelindustri.
1946-1949 hade det svenska företaget AB Albin Hagström en filial i Jamestown som tillverkade dragspel med namnet Hagstrom.
Jamestown hade tidigare en proffsklubb i baseboll, Jamestown Jammers, som spelade i farmarligan New York-Penn League i Minor League Baseball (MiLB). Svenskfödde Bryan Berglund spelade för Jammers 2012.
Cirka 3 mil nordväst om Jamestown är Chautauqua Institutionen belägen. Jamestown är vänort med Jakobstad i Österbotten i Finland.